# Daisy Auvray
 (octobre 2024).
Daisy Auvray est une chanteuse suisse.
La gagnante de la sélection suisse pour le Concours Eurovision de la chanson 1992 est Géraldine Olivier avec la chanson schlager Soleil, soleil. Mais comme la chanson fut déposée à la fois en français et en allemand, elle est disqualifiée.
Daisy Auvray est choisie à sa place. Avec le titre schlager et jazzy Mister Music Man écrit par Gordon Dent, elle atteint la 15e place. Après le concours, la carrière de Daisy Auvray n'a pas de suite.